# Гимн Татарстана
Государственный гимн Республики Татарстан (тат. Татарстан Республикасының Дәүләт гимны, Tatarstan Respublikasınıñ däwlät gimnı)

## Текст
21 февраля 2013 года Парламент Татарстана единогласно утвердил текст Гимна Республики Татарстан. Окончательный текст гимна основан на стихотворении «Туган ягым» («Родной край») Рамазана Байтимерова, как известно из истории, написанного им в 1970-х годах. В доработке стихов принимали участие многие неизвестные авторы. Стихи Байтимерова вдохновили в своё время композитора Рустема Яхина на сочинение песни, мелодия которой стала в 1993 году государственным гимном Татарстана. Новый текст гимна состоит из 8 строк на татарском и из 8 ми строк на русском языке. На русский язык текст перевёл русский поэт Филипп Пираев (по происхождению ассириец).
| Текст на русском                | Текст на татарском              | Перевод с татарского                    |
| ------------------------------- | ------------------------------- | --------------------------------------- |
| Цвети, священная земля моя,     | Мәңге яшә, газиз Ватаныбыз,     | Вечно живи, дорогая Родина              |
| Да будет мирным твой небосвод!  | Халкым тели изге теләкләр!      | У моего народа самые святые пожелания!  |
| Единый дом у нас, одна семья,   | Гомерлеккә якын туган булып     | Всю жизнь, как близкие родственники     |
| Живёт в согласии наш народ.     | Яши бездә төрле милләтләр.      | Живут у нас разные национальности.      |
| Богатый мудростью седых веков,  | Күп гасырлар кичкән чал тарихлы | С седой историей, прошедшей многие века |
| Надеждой, верою ты нам стал,    | Данлы илем, үзең бер дастан!    | Славная страна, ты один эпос!           |
| И пусть хранит тебя моя любовь, | Синдә генә безнең язмышыбыз,    | Только в тебе наша судьба,              |
| Моя Республика, мой Татарстан!  | Республикам минем, Татарстан!   | Республика моя, Татарстан!              |

## Предыстория
Государственный гимн Республики Татарстан исполнялся до 2013 года в точном соответствии с музыкальной редакцией гимна, утверждённой постановлением Верховного Совета Республики Татарстан от 14 июля 1994 года «О Государственном гимне Республики Татарстан». Текст песни Рамазана Байтимерова «Туган ягым» не применялся.
В настоящее время Государственный гимн РТ исполняется в соответствии с правилами, утверждёнными Законом «О государственных символах Республики Татарстан».
Күпме юллар йөрдем, дөнья күрдем,
Назлы җилләр йөзем сыйпады.
Сиңа кайткач кына, туган ягым,
Күкрәгемә шатлык сыймады.
Тик бер генә көнгә аерылсам да
Ямансулап сине юксынам.
Синнән башка миңа, туган ягым,
Бу дөньяда тормыш юк сыман.
Тик бер генә көнгә аерылсам да
Ятим калган кебек буламын!
Тик син генә яшәү матурлыгы,
Гүзәллеге якты дөньяның!
Küpme yullar yördem, dönya kürdem,
Nazlı cillär yözem sıypadı.
Siña qaytqaç qına, tuğan yağım,
Kükrägemä şatlıq sıymadı.
Tik ber genä köngä ayırılsam da
Yamansulap sine yuqsınam.
Sinnän başqa miña, tuğan yağım,
Bu dönyada tormış yuq sıman.
Tik ber genä köngä ayırılsam da
Yätim qalğan kebeq bulamın!
Tik sin genä yäşäw maturlığı,
Güzällege yaqtı dönyanıñ!

## Конкурс на лучший текст гимна Татарстана
Музыка Гимна Республики Татарстан была утверждена Постановлением Верховного Совета Республики Татарстан 14 июля 1993 года «О государственном гимне Республики Татарстан». Тогда текст Гимна не был утверждён. В 2012 году был объявлен конкурс на лучший текст гимна Татарстана с анонимным представлением конкурсных работ. На конкурс было представлено 182 работы, в том числе и трансформированный текст Рамазана Байтимерова, что широко обсуждалось в средствах массовой информации и привело к нарушению анонимности. Дочь Рамазана Байтимерова обратилась к поэтам и писателям, чтобы они не подавали свои работы на конкурс, стала оспаривать правомерность проведения конкурса, в результате чего конкурсные работы 181 автора были проигнорированы, но при написании окончательного текста гимна учтены предложения конкурсантов и некоторых активных участников обсуждения в Интернете. Комиссия была вынуждена вывести на первое место изменённый текст Рамазана Байтимерова. Доработка текста была поручена 72-летнему поэту Гараю Рахиму, который в корне изменил стихотворение Байтимерова до неузнаваемости (в 50 вариантах), сохранив лишь несколько слов из его текста и поэтически обобщив предложения общественности. По сути, 16-строчный текст стал плодом коллективного творчества многих энтузиастов.
На вопрос Интертат.ру, можно ли ознакомиться с проектом гимна на татарском языке и вариантами его перевода на русский, в пресс-службе Госсовета РТ ответили отказом, дескать процесс работы над гимном закрытый. Неизвестно из каких соображений перевод текста был поручен поэту Филиппу Пираеву. Ещё до представления материалов на конкурс дочь Рамазана Байтимерова попросила Гарая Рахима доработать материалы, найденные в архиве отца. Новый текст полностью отличается от текста Байтимерова к песне «Туган ягым».

## Первые исполнители гимна Республики Татарстан
Гимн Республики Татарстан был впервые исполнен 21 февраля 2013 года в ходе прослушивания Президентом Республики Татарстан Р. Н. Миннихановым, государственным советником Республики Татарстан М. Ш. Шаймиевым, председателем Государственного совета Республики Татарстан Ф. Х. Мухаметшиным и депутатами Государственного совета РТ, деятелями культуры и науки. Первыми исполнителями стали:
- Владимир Васильев
- Рустем Асаев
- Регина Валиева
- Гульнара Гатина
- Хор Татарского академического государственного театра оперы и балета им. М. Джалиля
- Государственный симфонический оркестр РТ (дирижёр А. Сладковский)